# 新安镇 (屏山县)
新安镇，是中华人民共和国四川省宜宾市屏山县下辖的一个乡镇级行政单位。

## 行政区划
新安镇下辖以下地区：
新江村、金星村、联合村、民主村、胜利村、新光村、金鸭村、红庙村、新民村、新春村、勤俭村、石龙村、大坪村、红丰村、解吉村、井坝村、石溪村、干河村、龙桥村、新开村和和平村。